# رود کازیر
رود کازیر (به لاتین: Kazyr) یک رود در روسیه است که در استان ایرکوتسک و سرزمین کراسنویارسک واقع شده‌است. نام این رود از زبان تووایی به معنای «وحشی» گرفته شده‌است.این رود ۳۸۸ کیلومتر طول دارد.